# Marockos Davis Cup-lag
Marockos Davis Cup-lag styrs av Marockos kungliga tennisförbund och representerar Marocko i tennisturneringen Davis Cup, tidigare International Lawn Tennis Challenge. Marocko debuterade i sammanhanget 1961, och har annat spelat i elitdivisionen, senast 2004.